# آنوسیاریوو ماناپا
آنوسیاریوو ماناپا (انگلیسی: Anosiarivo Manapa) یک منطقهٔ مسکونی در ماداگاسکار است که در ناحیه بتافو واقع شده‌است.